# Raseborg
Raseborg (schwedisch, [ˈrɑːsəbɔrj], finnisch Raasepori [ˈrɑːsɛpɔri]) ist eine Stadt und Gemeinde im Süden Finnlands, die zum 1. Januar 2009 durch den Zusammenschluss der Städte Ekenäs und Karis sowie der Gemeinde Pohja entstanden ist. Sie liegt im Westen der Landschaft Uusimaa. Verwaltungssitz und größter Ort ist Ekenäs (Tammisaari). Ihren Namen trägt die Stadt nach der mittelalterlichen Burg Raseborg. Zwei Drittel der 27.306 Einwohner (Stand 31. Dezember 2022) sind Finnlandschweden. Offiziell ist die Stadt zweisprachig mit Schwedisch als Mehrheits- und Finnisch als Minderheitssprache.

## Geografie

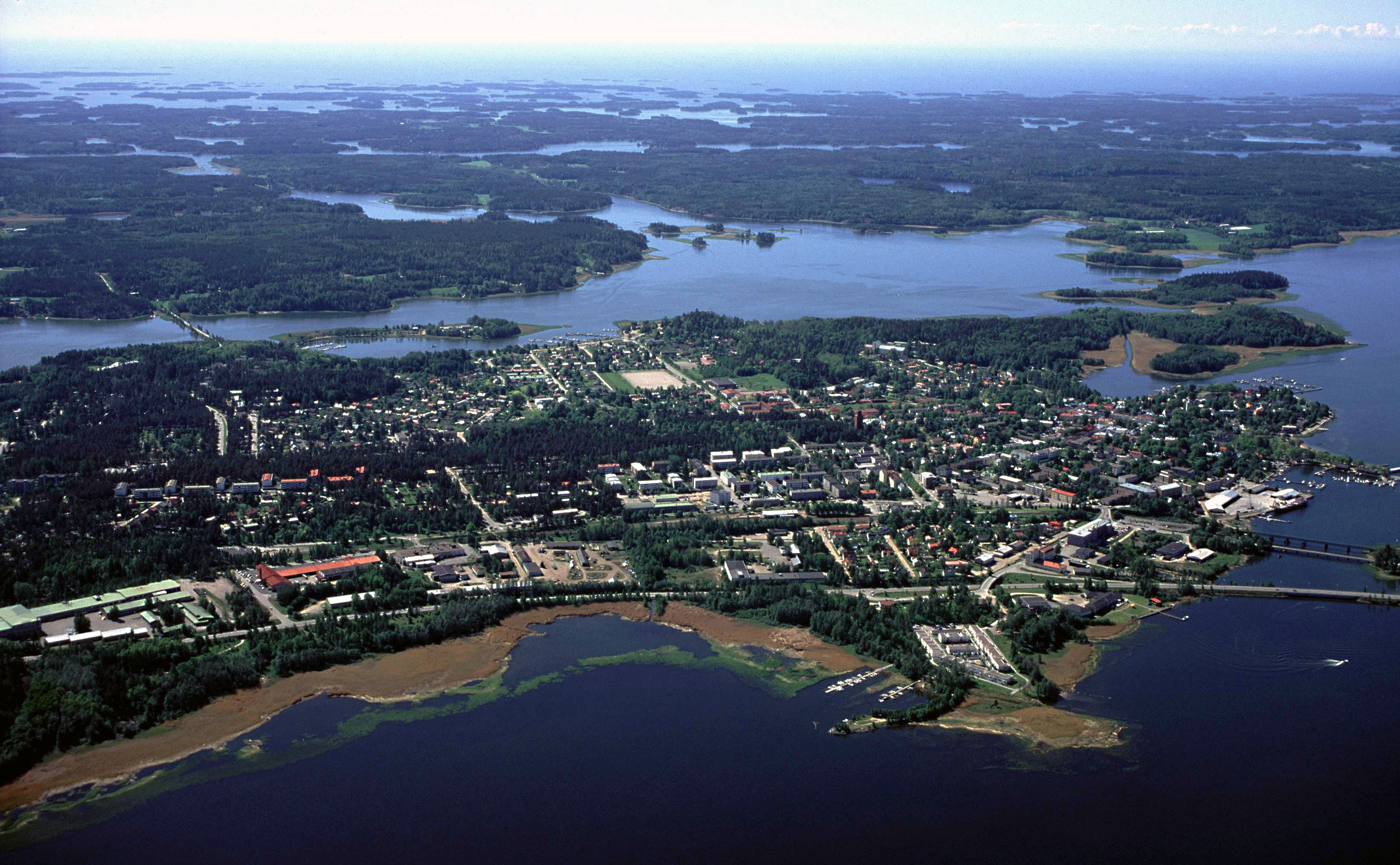
Luftbild von Ekenäs

Raseborg liegt im Westen der Landschaft Uusimaa an der Küste des Finnischen Meerbusens. Nachbarstädte und -gemeinden sind Hanko im Süden, Kimitoön im Westen, Salo im Nordwesten, Lohja im Nordosten sowie Ingå im Osten. Die Hauptstadt Helsinki liegt 93 Kilometer östlich.
Insgesamt hat Raseborg eine Fläche von 2354,2 Quadratkilometern. Unter Ausschluss der Meeresgebiete sind es 1204,7 Quadratkilometer, davon 57,0 Quadratkilometer Binnengewässer. Somit ist Raseborg flächenmäßig größer als Berlin oder Moskau. Tatsächlich handelt es sich aber um kein städtisch strukturiertes Gebiet. Vielmehr besteht das Stadtgebiet aus mehreren Siedlungszentren und den dazwischenliegenden ländlichen Gebieten. Der größte Ort ist Ekenäs, der auf einer Halbinsel zwischen zwei schmalen Meeresbuchten liegt. Die Küste von Raseborg ist durch zahlreiche Buchten und Halbinseln stark zergliedert. Vorgelagert ist ein Schärengebiet mit über eintausend Inseln und Klippen. Ein Teil des Schärengebiets gehört zum Ekenäs-Schärennationalpark.
Das Klima in Raseborg ist durch den mäßigenden Einfluss der Ostsee und die durch die vorgelagerten Schären geschützte Lage für finnische Verhältnisse sehr mild. So gedeihen in Raseborg die in Finnland seltenen Eichen, denen der Hauptort Ekenäs seinen Namen verdankt (Ekenäs bedeutet „Eichenhalbinsel“).

## Geschichte

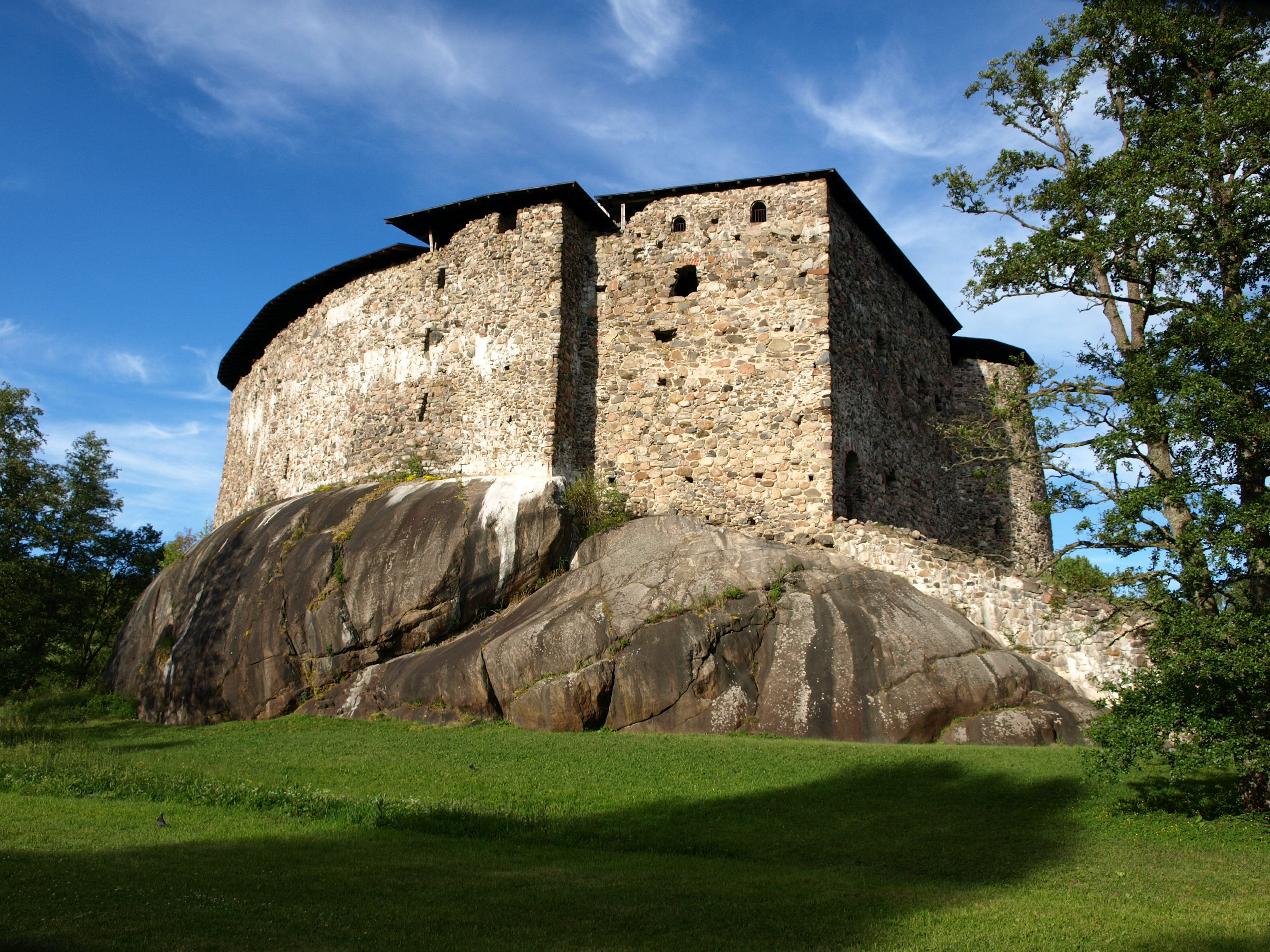
Die Burg Raseborg

Im Mittelalter weitete das schwedische Reich seinen Einfluss in der Landschaft Uusimaa an der Südküste des heutigen Finnlands aus. Im 13. Jahrhundert ließen sich Ackerbau treibende schwedische Neusiedler in Uusimaa nieder. Zuvor hatten die Einwohner im finnischen Binnenland gelegenen Landschaft Häme sowie die Esten von der gegenüberliegenden Seite des finnischen Meerbusens die Küstengegend als Jagd- und Fischgründe genutzt, dauerhafte Besiedlung hatte kaum bestanden. Um 1374 wurde die Burg Raseborg erbaut. Zum Lehensbezirk der Burg gehörte das gesamte westliche Uusimaa.
Im Gebiet der heutigen Stadt Raseborg entstanden im Mittelalter die sechs Kirchspiele Bromarv, Ekenäs, Karis, Pohja, Snappertuna und Tenala. 1546 erteilte König Gustav I. Wasa Ekenäs das Stadtrecht. Im 20. Jahrhundert kam es zu mehreren Gemeindefusionen: Das Kirchdorf von Karis wurde 1930 als eigenständiger Marktflecken (kauppala) aus der umliegenden Landgemeinde Karis gelöst. 1969 wurde die Landgemeinde wiederum in den Marktflecken eingemeindet, 1977 erhielt Karis das Stadtrecht. 1977 wurde die Gemeinde Bromarv aufgelöst und zum größten Teil der Gemeinde Tenala, zu einem kleineren Teil der Stadt Hanko zugeschlagen. Im selben Jahr wurden die Gemeinde Snappertuna und die Landgemeinde Ekenäs in die Stadt Ekenäs eingemeindet. 1993 folgte die Eingemeindung von Tenala in Ekenäs. Im Jahr 2007 beschlossen die Städte Ekenäs und Karis sowie die Gemeinde Pohja, sich zur neuen Stadt Raseborg zusammenzuschließen.

## Bevölkerung
Zum Jahresbeginn 2009 hatte Raseborg 28.834 Einwohner. Das Küstengebiet von Uusimaa gehört traditionell zum Siedlungsgebiet der Finnlandschweden. Heute sprechen von den Einwohnern der Stadt 66,2 Prozent Schwedisch und 31,0 Prozent Finnisch als Muttersprache. Offiziell ist die Stadt zweisprachig mit Schwedisch als Mehrheits- und Finnisch als Minderheitssprache. Von den ehemaligen Gemeinden, die sich zur Stadt Raseborg zusammenschlossen, waren Ekenäs und Karis mehrheitlich schwedisch- und Pohja mehrheitlich finnischsprachig.

## Politik

### Verwaltung

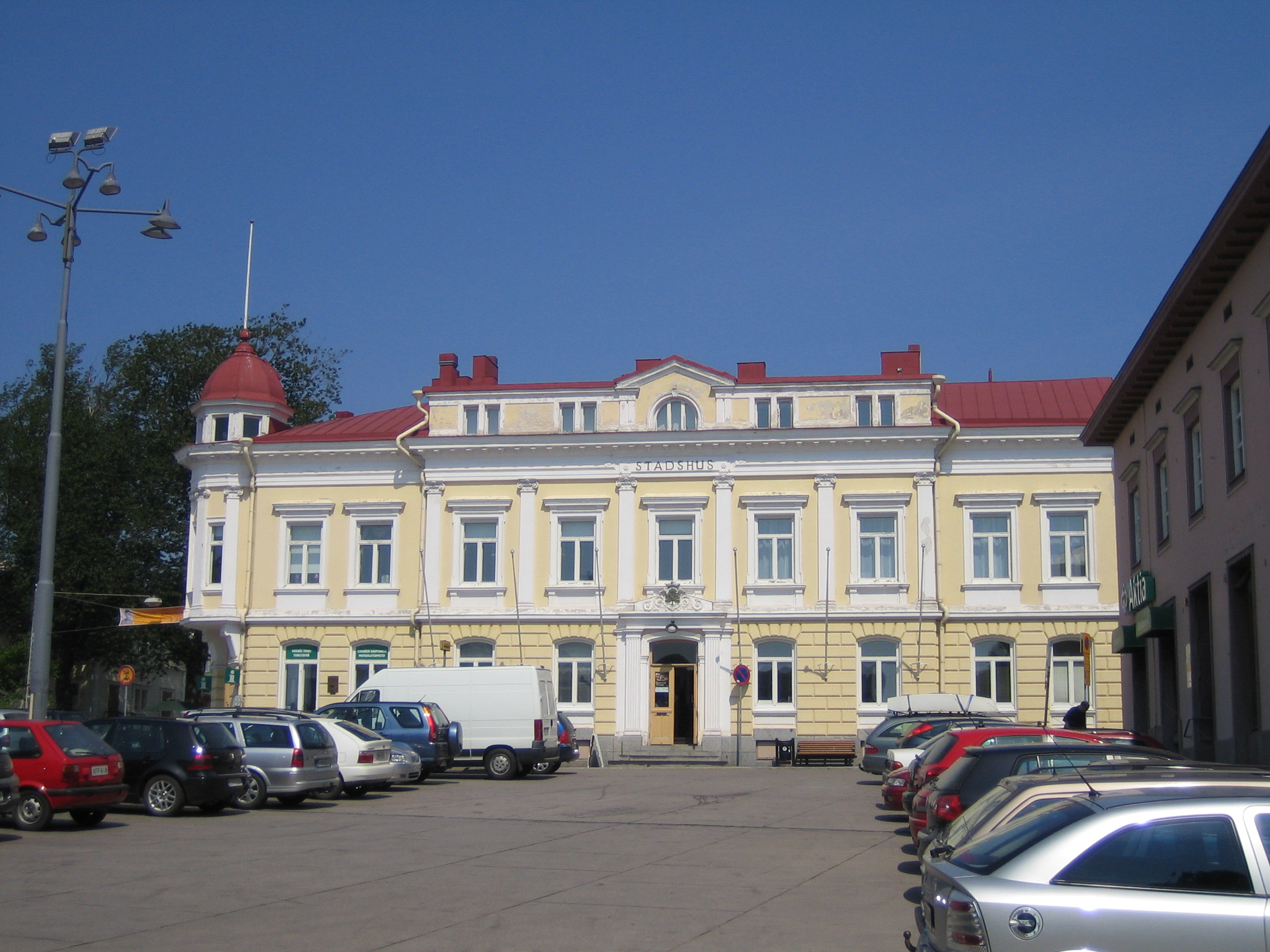
Das Rathaus in Ekenäs ist Sitz der Stadtverwaltung

Die stärkste politische Kraft in Raseborg ist die Schwedische Volkspartei, die traditionelle Interessenvertretung der Finnlandschweden. Bei der Kommunalwahl 2012 erhielt sie 45,4 Prozent der Stimmen. Im Stadtrat, der höchsten Entscheidungsinstanz in lokalen Angelegenheiten, stellt sie 21 von 43 Abgeordneten. Dahinter folgen die Sozialdemokraten mit 26,9 Prozent und zwölf Sitzen im Stadtrat. Die beiden anderen großen Parteien Finnlands spielen in Raseborg hingegen keine nennenswerte Rolle: Die konservative Sammlungspartei kam nur auf 6,4 Prozent der Stimmen und zwei Abgeordnete, die Zentrumspartei verfehlte bei 1,4 Prozent gar den Einzug in den Stadtrat. Der Grüne Bund stellt mit vier Abgeordneten die drittgrößte Fraktion in Raseborg. Jeweils ein Mandat halten die Kommunistische Partei, das Linksbündnis, die Wahren Finnen und die Christdemokraten.
| Partei                  | Wahlergebnis | Sitze |
| ----------------------- | ------------ | ----- |
| Schwedische Volkspartei | 45,4 %       | 21    |
| Sozialdemokraten        | 26,9 %       | 12    |
| Grüner Bund             | 08,6 %       | 04    |
| Sammlungspartei         | 06,4 %       | 02    |
| Kommunisten             | 03,2 %       | 01    |
| Linksbündnis            | 02,9 %       | 01    |
| Wahre Finnen            | 02,8 %       | 01    |
| Christdemokraten        | 02,3 %       | 01    |

### Wappen
Das Wappen von Raseborg wurde 2008 von Henrik Strömberg für die neugegründete Stadt entworfen. Es zeigt im grünen Schild acht kreisförmig angeordnete Buschwindröschen. Auf dem Schild ruht eine goldene Mauerkrone. Die acht Blumen stehen für die acht ehemaligen Gemeinden, die ursprünglich im Gebiet der heutigen Stadt bestanden: Bromarv, Stadt und Landgemeinde Ekenäs, Stadt und Landgemeinde Karis, Pohja, Snappertuna und Tenala. Die Mauerkrone symbolisiert die Geschichte der Stadt und die Burg Raseborg.

### Städtepartnerschaften
Partnerstädte von Raseborg sind:
- Kuressaare, Estland[5] seit  21. November 1988

## Wirtschaft und Infrastruktur

### Wirtschaft

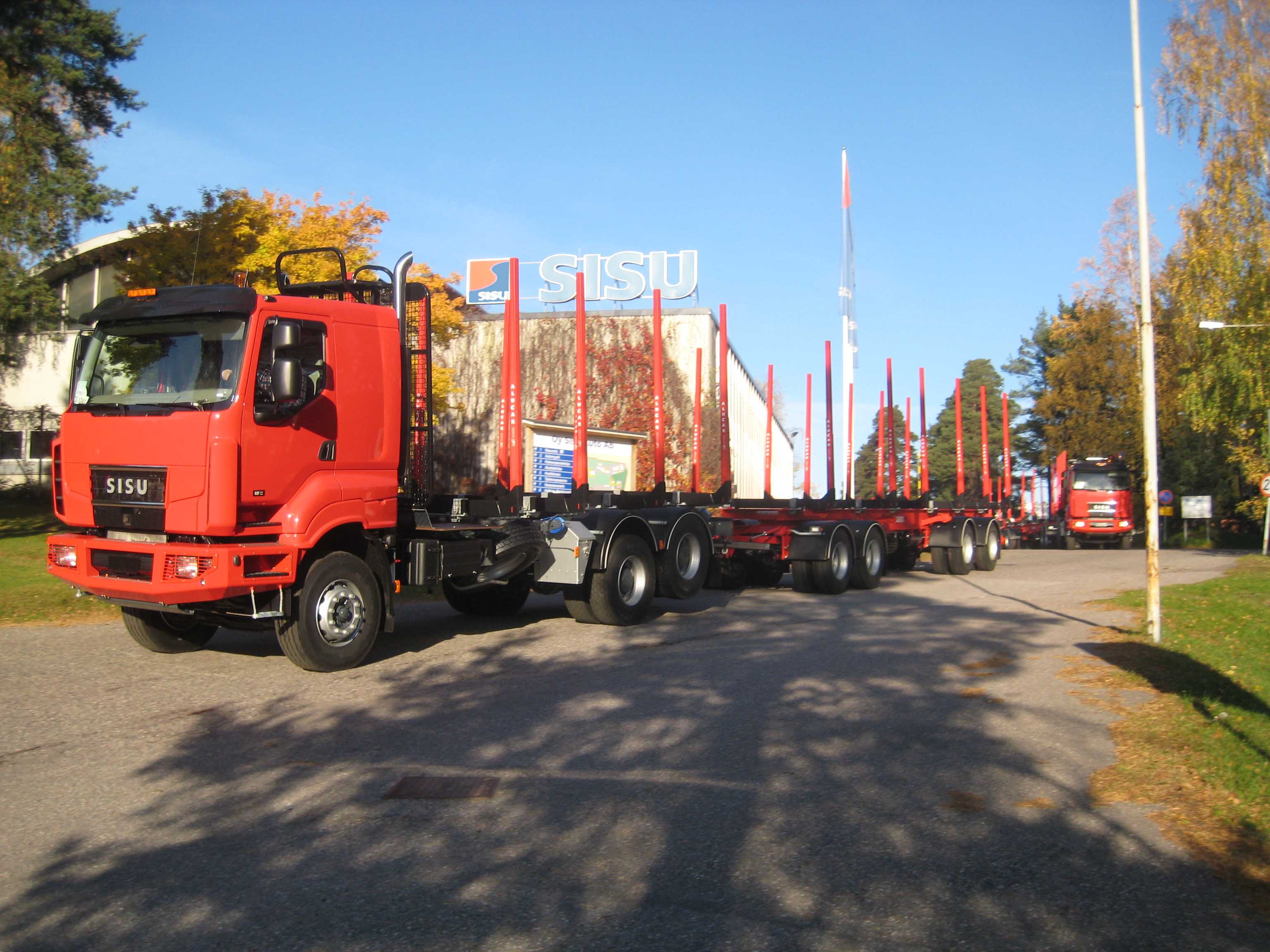
Neue Sisu-Lkw bei der Sisu-Fabrik im Jahr 2008

Die Gegend von Raseborg ist die Wiege der finnischen Metallindustrie. In der ehemaligen Gemeinde Pohja entstanden schon im 17. Jahrhundert die Eisenhütten Antskog (1630), Billnäs (1641) und Fiskars (1649). Das Unternehmen Fiskars besteht bis heute und produziert mittlerweile handwerkliche Geräte wie Messer, Äxte und Scheren. Der Unternehmenssitz befindet sich mittlerweile in Helsinki, mit 450 Beschäftigten ist Fiskars aber nach wie vor der größte private Arbeitgeber in Raseborg. Weitere wichtige Arbeitgeber in Raseborg sind der Lkw-Hersteller Sisu Auto sowie der Schiffbauzulieferer SBA-Interior, die beide in Karis produzieren. Im öffentlichen Sektor beschäftigen die Stadt Raseborg 1700, der Krankenpflegebezirk Westuusimaa 550 und eine Garnison der finnischen Streitkräfte im Ort Dragsvik 250 Menschen.

### Verkehr

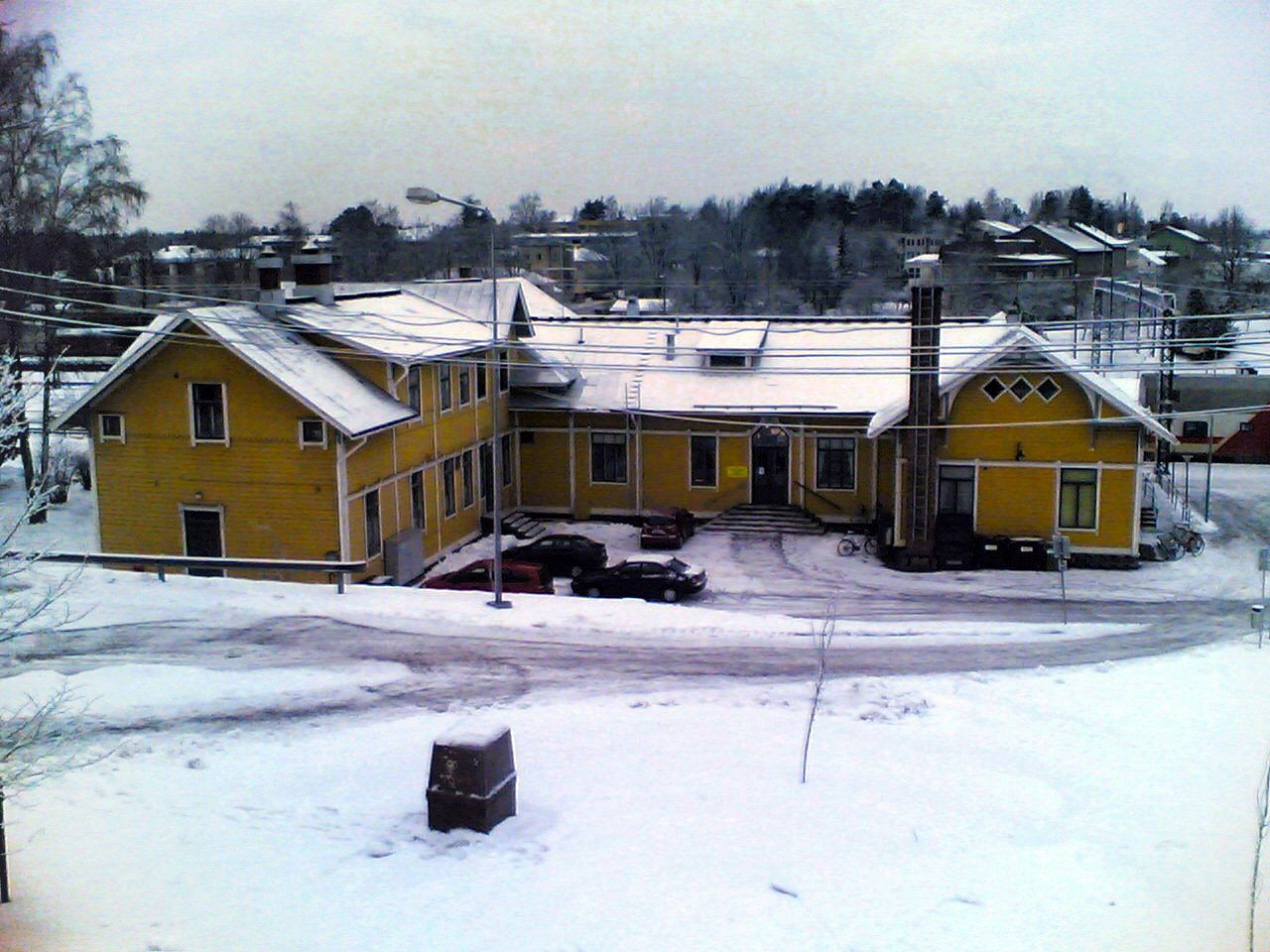
Der Bahnhof Karis

Durch Raseborg führt die Staatsstraße 25 von Hyvinkää nach Hanko. Sie quert dabei die Orte Karis und Raseborg. Kurz vor Karis zweigt von der Staatsstraße 25 die Hauptstraße 51 ab, die parallel zur Küste über Ingå und Kirkkonummi nach Helsinki führt. In Raseborg beginnt die Hauptstraße 52 nach Salo.
Am Bahnhof Karis kreuzen sich zwei Bahnstrecken: Die Küstenbahn von Helsinki nach Turku und die Bahnstrecke Hyvinkää–Hanko. Karis ist die Endhaltestelle einer Linie des Schienennahverkehrs in der Region Helsinki und wird ferner von allen Fernzügen, die zwischen Helsinki und Turku verkehren, bedient. Dadurch ist Raseborg gut an die Hauptstadtregion angebunden. Die Fahrtzeit nach Helsinki beträgt etwas über eine Stunde. Auf der Strecke Karis–Hanko halten die Züge auch am Bahnhof Ekenäs. Zwischen Karis und Hyvinkää besteht nur Güterverkehr.

## Sehenswürdigkeiten

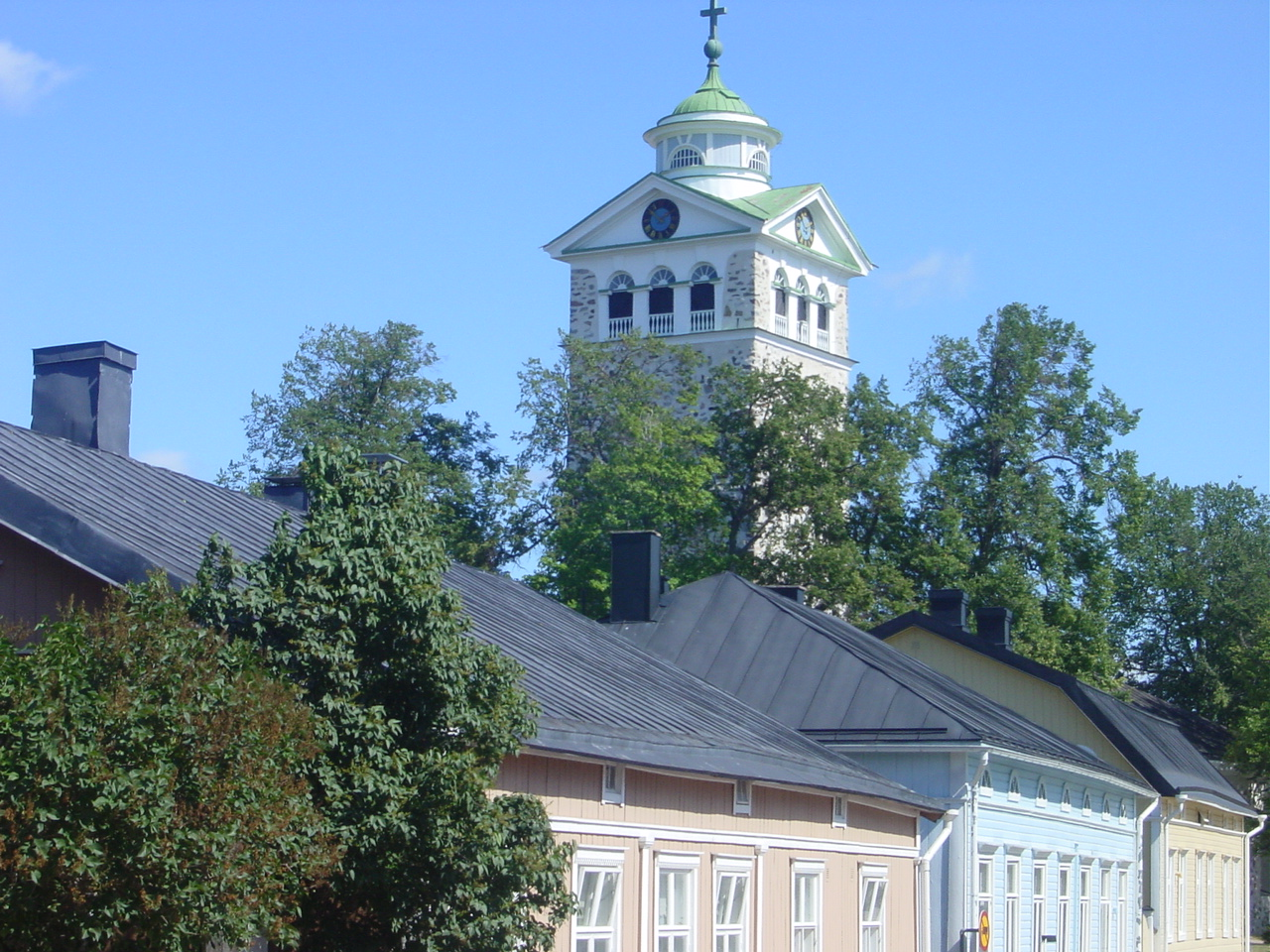
Altstadt von Ekenäs, im Hintergrund der Turm der Kirche

Wahrzeichen und bekannteste Sehenswürdigkeit von Raseborg ist die Ruine der namensgebenden Burg Raseborg nahe der Ortschaft Snappertuna. Im Sommer finden in der Burg zahlreiche Veranstaltungen wie ein Mittsommerfest, Mittelalterfestivals, Konzerte und Theateraufführungen statt. Die Burg gehört zu den besterhaltenen mittelalterlichen Burgen Finnlands. Von der ebenfalls mittelalterlichen Burg Grabbacka sind hingegen nur wenige Ruinen übrig. Die Kulturlandschaft zwischen Snappertuna und dem zur Nachbargemeinde Ingå gehörigen Fagervik samt den Burgen Raseborg und Grabbacka und der Eisenhütte von Fagervik wird zu den Nationallandschaften Finnlands gezählt.
Ebenfalls zu den finnischen Nationallandschaften zählen die historischen Eisenhütten Antskog, Billnäs und Fiskars, die allesamt auf das 17. Jahrhundert zurückgehen, sowie die aus dem 19. Jahrhundert stammende Eisenhütte Åminnefors. In allen vier Eisenhütten sind historische Industriebauten, Arbeitersiedlungen und Gutshäuser aus der Zeit zwischen dem 18. und 20. Jahrhundert erhalten. Eine weitere Eisenhütte befindet sich in Svartå (Mustio) bei Karis. Sie ist vor allem wegen des 1783–92 erbauten Herrenhauses des Gutsbesitzers von Bedeutung.
Ekenäs besitzt eine gut erhaltene Altstadt mit Holzhäusern aus dem 18. und 19. Jahrhundert. Im Zentrum der Altstadt befindet sich die im 17. Jahrhundert erbaute Kirche von Ekenäs. Weitere bedeutende Kirchenbauten in Raseborg sind die mittelalterlichen Feldsteinkirchen von Karis, Pohja und Tenala. Den Bautyp der hölzernen Kreuzkirche vertreten die Kirche von Snappertuna und die Kirche von Mustio aus dem 17. beziehungsweise 18. Jahrhundert. Die jüngste der Kirchenbauten in Raseborg ist die Kirche von Bromarv, die 1980–81 anstelle eines abgebrannten Vorgängerbaus errichtet wurde.

## Söhne und Töchter der Stadt
- Ernst Linder (1868–1943), schwedischer General und Dressurreiter
- Fridolf Lundsten (1884–1947), Ringer
- Carol Lindroos (1930–2001), Diskuswerfer
- Pauli Nevala (1940–2025), Speerwerfer
- Oliver Helander (* 1997), Speerwerfer